# Anna Komnena Dukaina
Anna Komnena Dukaina (zm. 4 stycznia 1286) – bizantyńska arystokratka, księżniczka Achai.

## Życiorys
Była córką Michała II Angelosa i Teodory Dukainy Petraloiphainy. W 1258 roku została żoną Wilhelma II Villehardouin. Anna urodziła mu dwie córki: Izabelę i Małgorzatę. W 1280 roku Anna wyszła za mąż po raz drugi. Jej mężem został Mikołaj II z Saint Omer, władca połowy Teb w latach 1258–1294. Jej drugie małżeństwo pozostało bezdzietne.